# Sir Thomas Wyatt

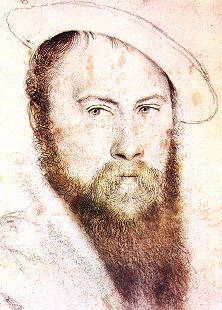
Sir Thomas Wyatt

Sir Thomas Wyatt (n. 1503 - d. 6 octombrie 1542) a fost poet și ambasador al regelui Henry al VIII-lea. A intrat în serviciul regelui pentru prima dată în anul 1516 în calitate de Sewer Extraordinary. În același an a început să studieze la St John's College al Universităţii Cambridge. S-a căsătorit cu Elizabeth Brooke (fiica Lord-ului Cobham, el însuși de descendență regală) în 1521 și un an mai târziu au avut un fiu Thomas Wyatt cel Tânăr, cel care a condus rebeliunea cunoscută în istoria Angliei ca Rebeliunea lui Wyatt. 
În anul 1524, Henry al VIII-lea l-a numit pe Wyatt ca ambasador personal al său atât în țară, cât și în afara acesteia. Scurt timp după această numire, Wyatt a divorțat de soția sa pe motive de adulter. 

## Anne Boleyn
Sora lui Wyatt a fost una din cele mai apropiate prietene a lui Anne Boleyn și, mai apoi, lidera grupului de femei care așteptau a fi pețite (în engleză, ladies-in-waiting). Wyatt însuși s-a îndrăgostit de tânăra Anne Boleyn cândva pe la începutul anilor 1520. Nepotul său își amintea cum bunicul său văzuse "acea nouă frumusețe" la revenirea sa din Franța în iarna anului 1522. Wyatt a scris mai multe poeme de dragoste dedicate special Annei, devenind unul din nenumărații săi însoțitori. Mai târziu cei doi au fost subiect de bârfă, spunându-se despre ei că ar fi fost iubiți. Fiind ambițioasă și inteligentă, Anne a învățat din exemplul sorii sale, Mary Boleyn, cum să trateze cu discreție, eleganță și castitate numeroși săi însoțitori. Fără voia sa, Anne Boleyn a atras atenția regelui Henry al VIII-lea cândva în jurul anului 1524. Wyatt a fost ultimul dintre însoțitorii viitoarei nefericite regine înlăturat de Henry sub pretextul unei misiunii diplomatice importante în Italia. 
De fapt misiunea diplomatică era însoțirea lui Sir John Russell la Roma cu scopul de a obține de la papa Clement al VII-lea dreptul de a divorța de prima sa soție, Caterina de Aragon. Wyatt a fost prins și ținut captiv de armatele împăratului Charles al V-lea, când acesta a cucerit Roma și l-a închis pe papă în 1527. Oricum, Wyatt a reușit să scape și să se întoarcă înapoi în Anglia. 

## Acuzații, încarcerări, achitări
În 1535 a fost înnobilat, iar în 1536 a fost închis în Turnul Londrei pentru că avusese o dispută violentă cu Ducele de Suffolk și pentru că se afla sub suspiciunea de a fi fost unul dintre presupușii amanți ai lui Anne Boleyn. Datorită prieteniei sale personale cu Thomas Cromwell, a fost achitat de acuzațiile aduse, a fost eliberat din Turn și s-a întors la datorie. În timpul detenției sale a fost martor al execuției lui Anne Boleyn, fapt care l-a făcut să scrie un poem inspirat de această experiență avută, V.Innocenti Veritas Viat Fides Circumdederunt me inimici mei. 
În 1541 a fost acuzat din nou, de data aceasta de trădare. Din nou a fost achitat de acuzațiile ce îi fuseseră aduse, mulțumită intervenției celei de-a cincea soții a lui Henric al VIII-lea, Regina Catherine Howard, cu condiția împăcării cu soția sa, care fusese acuzată, la rândul său, de a fi comis adulter. A fost din nou achitat de toate acuzațiile aduse și i s-au restabilit toate drepturile și privilegiile de ambasador personal al regelui. Nu mult după aceste întâmplări, s-a îmbolnăvit și a decedat în jurul vârstei de 39 de ani. 

## Poetul Thomas Wyatt
În timpul misiunii sale în Italia, Wyatt a devenit un admirator al culturii italiene. Nu întâmplător a fost atras de sonet ca formă literară condensată de a transmite gânduri, imagini, emoții și sentimente. 
Deși inventarea sonetului în secolul al 13-lea în Italia este atribuită de cele mai multe ori lui Pier della Vigna (1190 - 1249), totuși regulile sale fixe au fost stabilite de Guittone d'Arezzo (1235 - 1294) sub forma unui poem de formă fixă având 14 versuri, constând din două catrene și două terțete având următorul ritm abab abab cde cde. Sonetul a fost dus mai târziu, în secolul următor, la perfecțiune de către Francesco Petrarca, ale cărui poeme de dragoste dedicate Laurei au fost extrem de cunoscute și influente în toate literaturile europene. 
Importanța lui Wyatt în literatura engleză constă în introducerea sonetului în Anglia, respectiv în revitalizarea modului liric, de data asta sub forma sonetului. Spre deosebire de sonetul italian standardizat (4|4|3|3), Wyatt a folosit în sonetele sale preponderent ritmul (4|4|4|2) abba abba cdde ee, sonetele sale constând din trei catrene și un duet. Lirismul poemelor lui Wyatt, precum și concentrarea mesajului artistic datorită formei fixe a sonetelui și-au demonstrat superioritatea artistică. De asemenea, Wyatt este cel care a introdus primul în literatura engleză așa zisa "terza rima" (aba bcb cdc ded ... ), care va fi adusă la un înalt grad artistic de către Shelley în timpul romantismului, cel mai bun exemplu fiind probabil Ode to the West Wind, Odă vântului vestic. Desigur, Wyatt nu a fost un poet dintre cei mari, dar inovațiile aduse de poezia sa precum și importul sonetului au făcut ca drumul urmașilor artistici să fie mai ușor. 
Nici unul dintre poemele scrise de Thomas Wyatt nu au fost publicate în timpul vieții sale. De fapt, prima carte care să cuprindă poeme semnate Wyatt a apărut doar la cincisprezece ani după moartea sa. Thomas Wyatt și Lordul Henry Howard de Surrey au fost primii poeți care au utilizat forma sonetului în literatura engleză. Unul dintre aceste poeme Whoso list to hunt, despre care se crede că ar fi fost dedicat nefericitei Anne Boleyn, se găsește la Wikisource:Author:Thomas Wyatt (poet). 